# Monte Binga
El monte Binga, es una montaña ubicada en África, en Mozambique cerca de la frontera con Zimbabue en el Parque Transfronterizo de Chimanimani en la provincia de Manica, en una planifice de altura conocida como Chimoio. Con sus 2436 metros de altitud, constituye el 26° punto de mayor altitud en África, y el 105 por país en el mundo. Constituye además el punto más elevado de todo Mozambique.